# Herpetospermum
Herpetospermum é um género botânico pertencente à família Cucurbitaceae.

## Espécies
- Herpetospermum caudigerum
- Herpetospermum grandiflorum
- Herpetospermum pedunculosum

1. ↑  «Herpetospermum — World Flora Online». www.worldfloraonline.org. Consultado em 19 de agosto de 2020